# James Florio
James Joseph "Jim" Florio, född 29 augusti 1937 i Brooklyn i New York, död 25 september 2022 i Voorhees Township i Camden County, New Jersey, var en amerikansk demokratisk politiker. Han var ledamot av USA:s representanthus 1975–1990 och därefter New Jerseys guvernör 1990–1994.
Florio tjänstgjorde i USA:s flotta 1955–1958. Han utexaminerades 1962 från Trenton State College, fortsatte sedan studierna vid Columbia University och avlade 1967 juristexamen vid Rutgers University. Florio blev invald i representanthuset i kongressvalet 1974 och avgick 1990 för att tillträda som guvernör.
Florio efterträdde 1990 Thomas Kean som New Jerseys guvernör och efterträddes 1994 av Christine Todd Whitman.